# Duna Televízió
Duna TV, Duna Televízió lub Duna – jeden z dwóch państwowych kanałów telewizyjnych na Węgrzech. „Duna” to węgierska nazwa rzeki Dunaj.
Duna TV rozpoczęło nadawanie 24 grudnia 1992 roku. Od początku on pełni rolę kanału satelitarnego i był adresowany głównie do Węgrów mieszkających poza krajem (pełnił więc rolę podobną do polskiej TVP Polonia), obecnie jest ogólnym kanałem od 15 marca 2015 roku (pełni rolę podobną do TVP1 oraz TVP2) podczas gdy M1 zmienił tematykę na informacyjną.
Duna TV był opłacany z abonamentu telewizyjnego aż do lipca 2002 roku, kiedy to państwo zlikwidowało system. Dzisiaj 80% funduszów kanału jest publicznych, a reszta pochodzi z reklamy.
16 kwietnia 2006 roku uruchomiono siostrzaną stację o nazwie Duna II Autonómia. 3 października 2011 roku zmieniła ona nazwę na Duna 2, 1 stycznia 2012 roku po raz kolejny zmieniono nazwę tym razem na Duna World.
Kanał jest dostępny z kilku satelitów, a także poprzez Internet. W Europie niekodowany przekaz – cyfrowy jest dostępny na satelicie Thor.
1 lipca 2015 r. Duna Televízió połączono z Magyar Televízió, Magyar Rádió i Magyar Távirati Iroda (agencja informacyjna), tworząc Duna Médiaszolgáltató Zártkörűen Működő Nonprofit Részvénytársaság – publicznego skonsolidowanego nadawcę mediów. Nowy podmiot został członkiem EBU.